# Dětský ostrov
Dětský ostrov o celkové rozloze téměř 14 tisíc m2, je pražský vltavský ostrov, ležící na katastru Smíchova.

## Nejstarší historie
Připomíná se již v roce 1355, několikrát v důsledku záplav zmizel. Až do 18. století se jmenoval Maltézský (podle majitele, malostranského maltézského kláštera Panny Marie pod řetězem), později podle příslušníků pražské židovské obce, kterým ostrov patřil – Hykyšův, Funkovský, Židovský podle dalších židovských vlastníků Przibrama a Jeruzaléma, kteří ostrov využívali na bělení látek ze svých kartounek. V roce 1874 se jeho majitelem stal stavitel Josef Malina, který na ostrově vybudoval první přírodní kluziště a nechal postavit vyvýšenou a ochrannou zeď proti povodním a vybudoval železný můstek na úrovni Petřínské ulice. Také se zasadil o to, že ostrov byl jako první místo na Smíchově osvětlen elektrickými lampami.
V roce 1887 se na ostrově poprvé konala tradiční filipojakubská pouť navazující na svátek sv. Filipa a Jakuba, patronů původně románského kostela na Arbesově náměstí, kde se možná už od 12. století vždy 1. května odehrávala slavnostní bohoslužba. Profánní část Filipojakubské poutě se poprvé odehrála v roce 1815 v lokalitě lidově zvané „Lesíček“, kterou představovala volná plocha v blízkosti Eggenbergského letohrádku a městských hradeb, zhruba v oblasti současného Justičního paláce. V roce 1887 byla pouť původně jen provizorně přeložena na Dětský ostrov. Přesunutá pouť ještě několik dalších let zasahovala i do okolních ulic mimo oblast ostrova. Poslední záznam o konání poutě na Židovském ostrově pochází z roku 1909. V následujících letech se natrvalo přesunula na Jakubské náměstí, které se do roku 1895 jmenovalo “Kostelní”. Arbesovo náměstí získalo svůj současný název v roce 1920. Filipojakubské poutě už bez návaznosti na sakrální rozměr tehdy již zbořeného kostela na něm vydržely až do roku 1942, s několikaletým přerušením za první světové války.
Na ostrově měl v letech 1883–1911 sídlo a cvičiště "Klub Velocipedistů Praha 1883".

## Externí odkazy

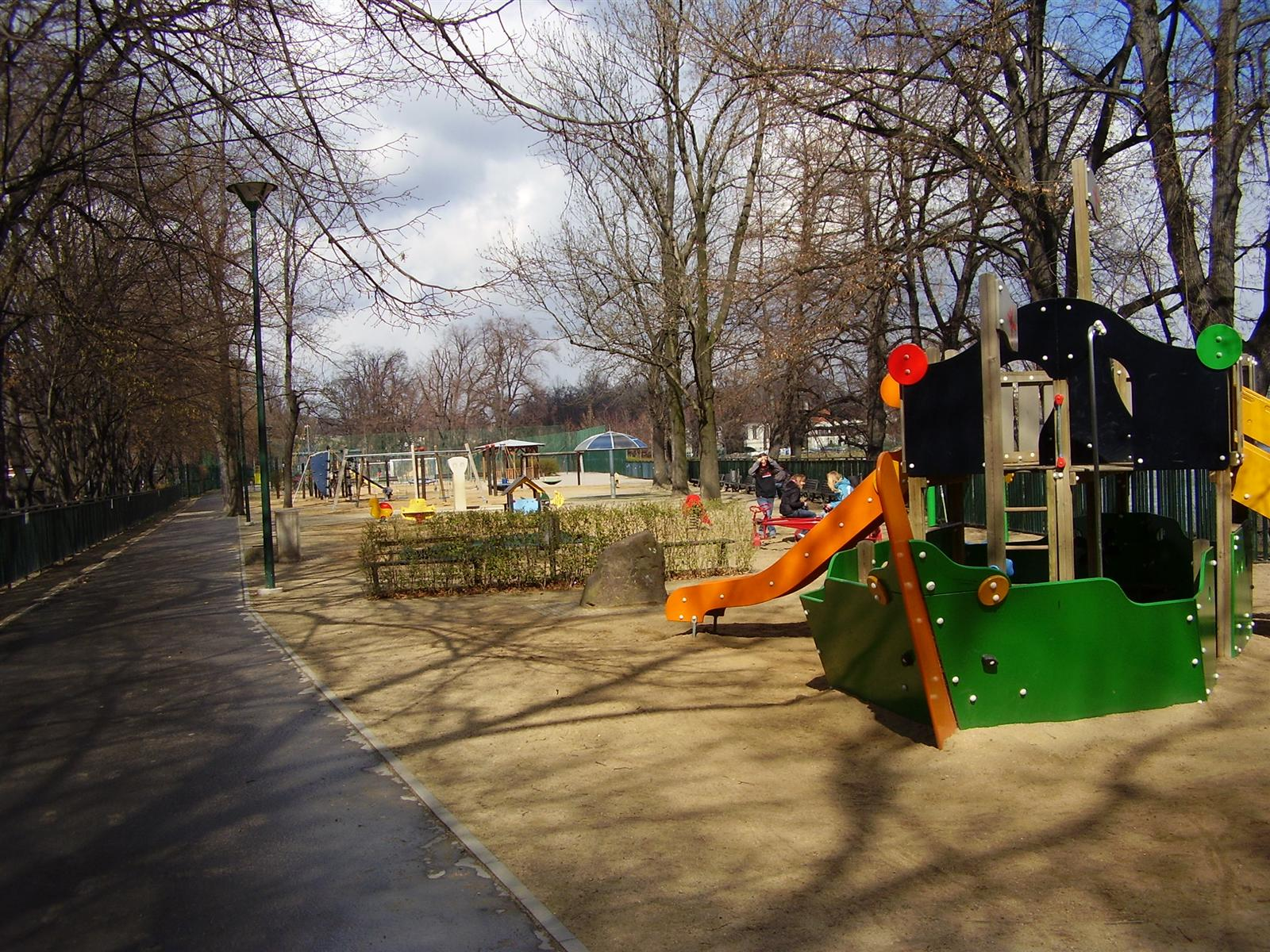
Vybavení dětského ostrova prolézačkami

## Výstavba plavební komory

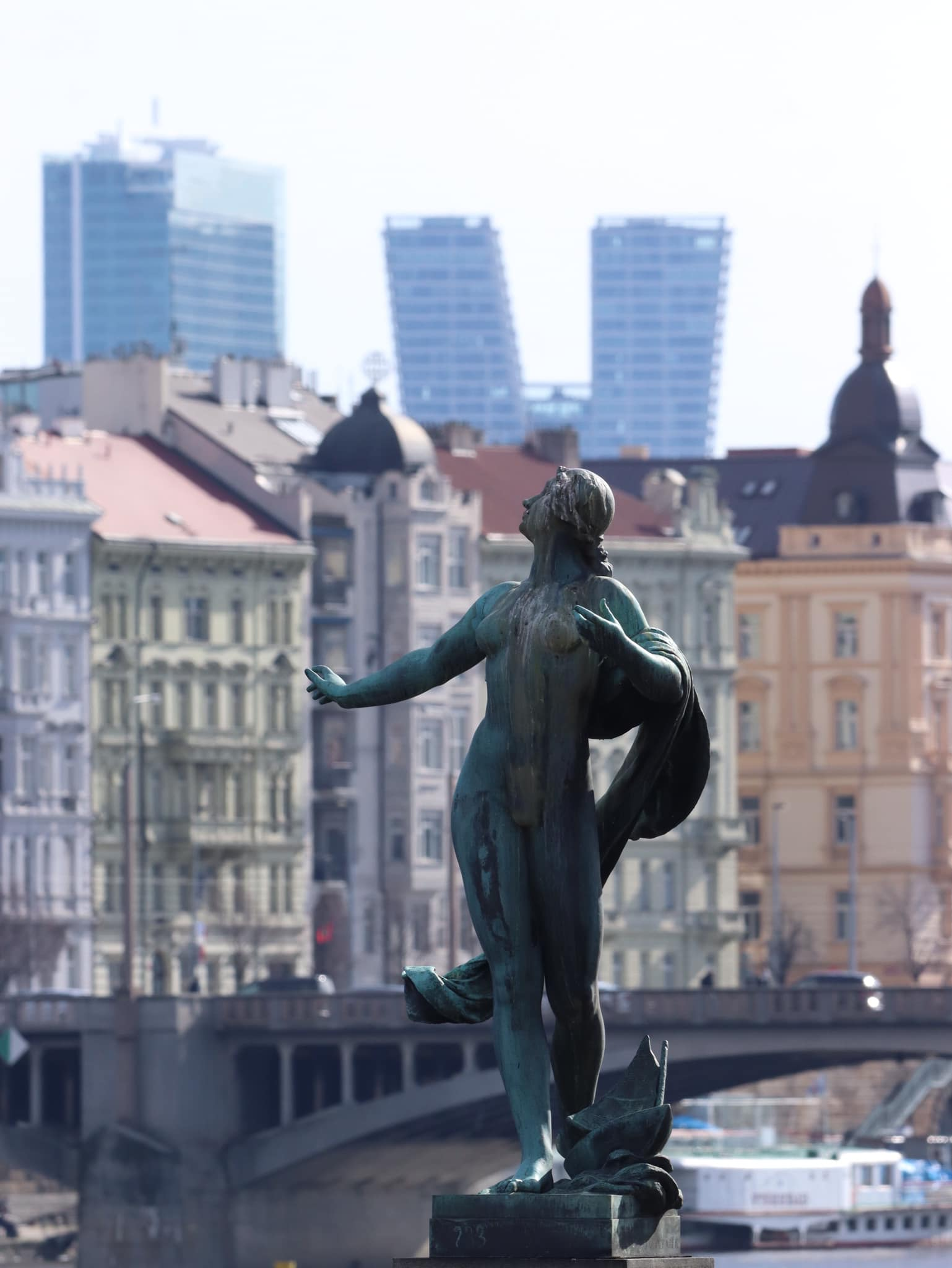

V následujícím období byl při výstavbě plavební komory Smíchov v letech 1911–1921 celý ostrov uměle prodloužen. Na jihu k němu byla připojena část Petržílkovského ostrova a na severu byla vybudována dlouhá dělicí zeď. Plavební komora má dvě zdymadla a překračuje dva jezy (Staroměstský a Šítkovský). U jižního cípu ostrova se nachází také Malostranská vodárenská věž zvaná též Petržilkovská.
V roce 1917 došlo při výstavbě plavební komory k úpravě špičky severní části ostrova. Jejím architektem i cele přestavby v letech 1911-1921 je František Sander. Od té doby se zde nachází kruhová pergola, s fontánou uprostřed, která nikdy nebyla v provozu. Od 20. let 20. století je zasypána zeminou a osázena rostlinami. Ze stejné doby pochází také socha Vltavy, ale na ostrově byla umístěna až v roce 1928. Jedná se o alegorickou, 2.8 m vysokou postavu Vltavy a jejích čtyř přítoků – dalších ženských postav, které symbolizují přítoky Vltavy: dívka rýžující zlato znázorňuje Otavu, dívka s rybou Sázavu, dívka s kyticí Lužnici a dívka s ozubeným kolem Berounku. Od roku 1958 je socha památkově chráněna. Autorem všech soch je Josef Václav Pekárek (1873–1930), sochař a medailér, žák C. Kloučka a J. V. Myslbeka, který se proslavil řadou portrétních bust, soch pro veřejné budovy a medailérskou tvorbou.

## Tryzna za utonulé

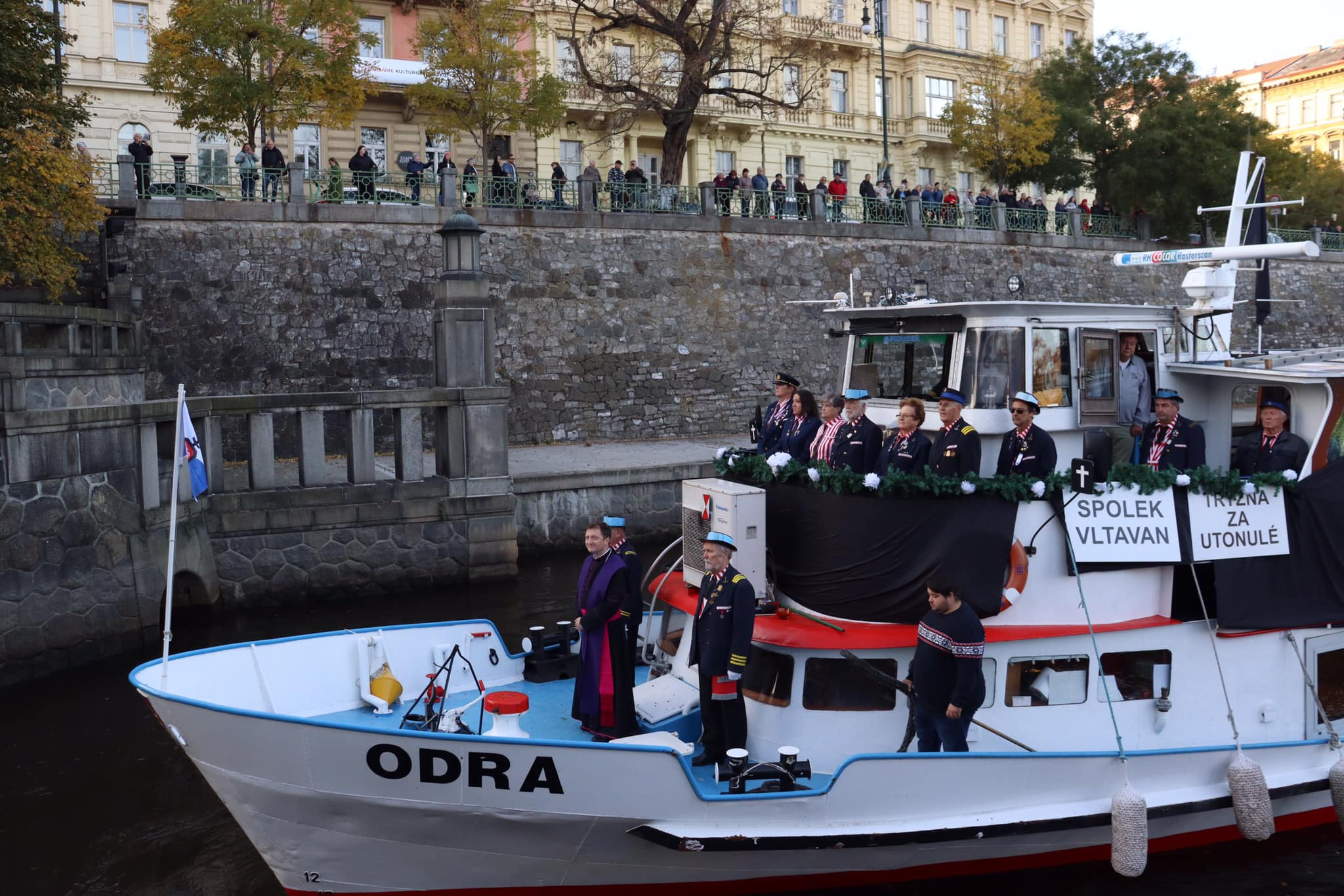

Před svátkem Dušiček zde členové spolku Vltavan každoročně pokládají věnce na paměť obětem řeky. Jedná se o tradiční, nikdy nepřerušenou vzpomínku na ty, kteří nešťastnou náhodou i dobrovolně utonuli v českých řekách. S myšlenkou pořádat „Tryznu za utonulé na českých řekách a tocích“ přišel v roce 1930 “Spolek plavčích mistrů a lázeňských”. Tehdy šlo o celonárodně sledovanou akci. Smutečně vyzdobená loď plula z Prahy do Štěchovic a obyvatelé podél celé trasy byli vyzváni k vyvěšení smutečních praporů, básníci skládali vzpomínkové verše, skladatelé smuteční zpěvy. Vzpomínali na utonulé plavce - voraře, lodníky, námořníky, ale také na všechny ostatní oběti vodního živlu. V roce 1933 se vzpomínková akce z finančních přesunula na severní cíp ostrova a částečně k “pomníku utonulých zákopníků” do Karlíně, a od roku 1934 už jen výhradně na Smíchov. Po zrušení tohoto spolku převzal organizaci tryzny právě spolek Vltavan.

## Předválečné plány úprav pro děti
O úpravách ostrova pro potřeby děti se začalo uvažovat v roce 1920, kdy ostrov sloužil jako skladiště lodí. Mělo zde vzniknout hřiště s koupalištěm i stálá loutková scéna, která měla sídlit v nějaké nové budově. Pak nastalo dlouhé období klidu, protože se řešil projekt budoucího Jiráskova mostu, který měl původně protnout jižní část ostrova. Ani v této době však Židovský ostrov nezel prázdnotou. Jako neformální cvičiště ho nejčastěji využívali různé sportovní oddíly i klučičí party. V roce 1932 přijalo místní zastupitelstvo Prahy 5 usnesení, že je zapotřebí zřídit zvláštní park pro děti "nemocné zádušním kašlem". Jako vhodné místo vybralo právě Židovský ostrov.
V roce 1936 pražská obec začala uvažovat o odkoupení ostrova, v té době v držení státu (od roku 1908 kvůli plavební komoře), a zřídit zde "Dětský ráj". Přístupná měla nadále zůstat také severní špička a náklady na rekonstrukci se odhadovaly na tehdejších 1 mil Kčs. Ještě po začátku okupace v listopadu roku 1939 se psalo v Národních listech, že dětské atrakce budou otevřené v květnu roku 1940. Další plány na jeho odkup i zřízení "Dětského ráje" definitivně překazila 2. světová válka a zřejmě také další velká povodeň v březnu 1940. Během okupace se jeho název poněmčil na "Judeninsel".

## Dětský ostrov za socialismu
Teprve v roce 1948 konečně došlo k vybudování dětského hřiště na části ostrova a správcem ostrova se stal Ústřední sociální úřad v Praze. Současně nechal odstranit původní staré stavby a oplotit celý areál. Zároveň znepřístupnil severní část ostrova. Ostrov se stal oblíbeným místem rodin s dětmi, školních děti při procházkách i hodinách tělocviku i jako hřiště pro předškolní děti.

Mapa Čedok z roku 1962, poprvé se jménem Dětského ostrova

K přejmenování celého ostrova na “Dětský” došlo v roce 1961. Poprvé je jeho nový název zaznamenán ve mapě Čedoku z roku 1962. Spartakiádní mapa z roku 1960 stále uvádí ostrov jako “Židovský”. Také např. časopis “Estetická výchova” z roku 1962/1963 (v příloze) tento název již používá. Nicméně původní název se pak ještě občas vyskytoval v některých publikacích ještě na konci šedesátých let.
Ostrov, bez ohledu na jeho pojmenování nadále zůstal v majetku státu, konkrétně od roku 1945 pod Ministerstvem dopravy ve správě “Zemského národního výboru, poříční správa”. V roce 1954 se vlastníkem stala jiná státní organizace -"Labskovltavská vodohospodářská správa" a od roku 2001 pak státní podnik Povodí Vltavy pod Ministerstvem zemědělství.
V červnu 1989 na Dětském ostrově pořádala Společnost za veselejší současnost uspořádala 1. ročník fotbalového turnaje nezávislých iniciativ „O osvíceného prokurátorka“. Kromě unikátních fotografií hlavních protagonistů, pocházející ze soukromého archivu Petra Pazdery Payna je možné zhlédnout také krátký dobový videozáznam fotbalového utkání s kulisami tehdejšího prostředí Dětského ostrova. (3. video shora)

## Dětský ostrov po roce 1989
V roce 1998 se vedení radnice MČ Prahy 5 znovu odhodlalo k jeho rekonstrukci. Za tímto účelem dokonce vznikla nadace "Dětský park". Tehdejší starosta Prahy 5 a současně předseda představenstvo nadace Arnošt Bělohlávek nastínil tyto plány: „Má zde vzniknout centrum zábavy, které bude sloužit ke hrám, zábavě a smysluplnému trávení volného času. Ostrov se ale nezmění v Disneyland, zůstane zde zachován duch klasických pohádek o Rumcajsovi, Krtkovi a Ferdovi Mravencovi pod heslem, Kdo si hraje, nezlobí. Jeho součástí bude i místní dětský vláček, dopravní hřiště i s benzínovou pumpou, nebo internetové pracoviště pro větší děti. Park bude určen dětem od 5 do 15 let. "Jakákoliv aktivita, která vede k jiné zábavě než hrací automaty nebo cvičení, jak si píchat jehly, je vítaná," konstatoval starosta Bělohlávek s tím, že nadace má podporu místní radnice. Plánované investice přesahující 10 mil. korun chtějí členové neziskové nadace Dětský park získat výhradně od sponzorů. Většina ostrovních atrakcí by měla být uvedena do života k roku 2000." (Zdroj: Právo, 23.6.1998)
Zrekonstruované dětské hřiště se v roce 2002 se podařilo zprovoznit jako běžné hřiště, bez pohádkových postav i dalších plánovaných atrakcí. V létě téhož roku 2002 byl během povodní poškozen. O rok později byl ostrov znovu předán k užívání veřejnosti. Na přelomu května a června 2013 se Prahou přehnala další povodeň, která opět poničila vybavení ostrova. Následovalo dlouhé, několikaleté období, kdy Dětský ostrov zůstal pro veřejnost uzavřený. Vedení radnice MČ Praha 5 oddalování rekonstrukce zdůvodňovalo nutností dekontaminace "s ohledem na historickou ekologickou zátěž z povodní minulých", v půdě podle něj údajně zůstaly těžké kovy. Zároveň tehdejší starosta Radek Klíma v roce 2015 přišel s plánem nového projektu, jehož součástí měla být instalace tzv. mobilních interaktivních tabulí jakožto „unikátního způsobu zábavy pro celou rodinu, na kterých si děti budou dělat kvízy“. Veřejnost se oprávněně začala obávat hrozící komercionalizace celé plochy ostrova. Občanská petice a rezignace starosty Radka Klímy v roce 2016 umožnila návrat k realizaci původního projektu. Ke slavnostnímu znovuotevření došlo na Den dětí 1. 6. 2018.

## Současnost
Majitelem celého ostrova nadále zůstává Povodí Vltavy, a stávající nájemní smlouva je uzavřena do roku 2028.

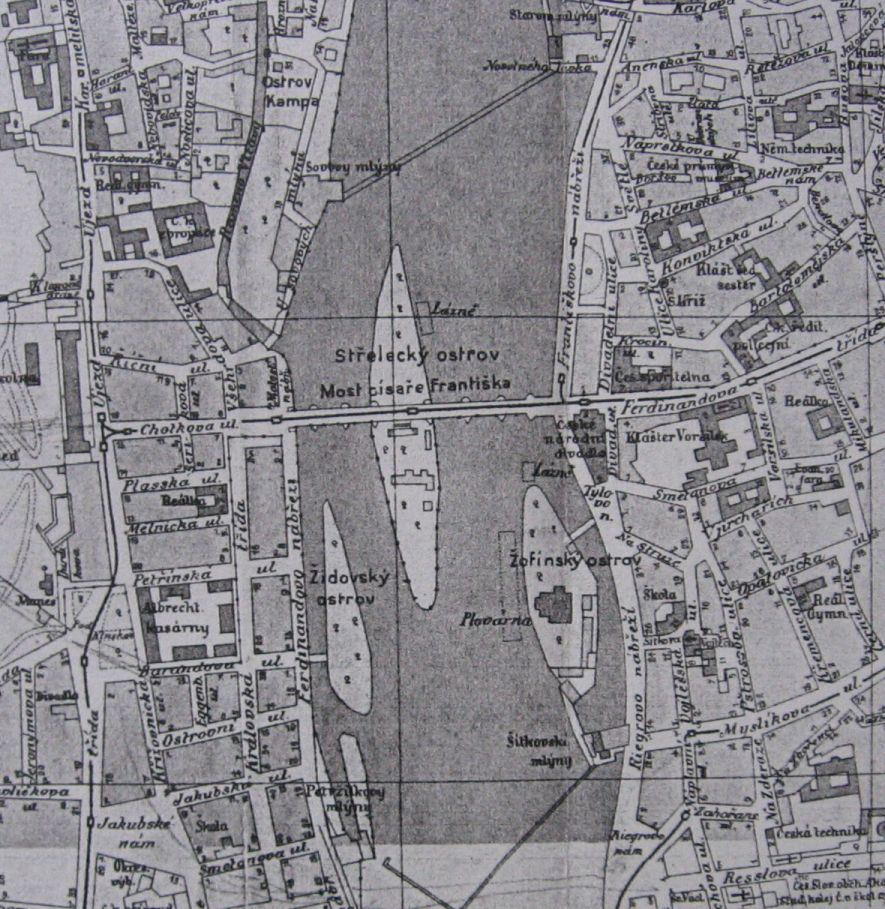
Vltava u Střeleckého ostrova kolem 1910

V současné době se na ostrově nachází komplex dětských hřišť spravovaných městskou částí Praha 5, malé fotbalové hřiště, ping-pongové stoly a skatepark.
Současná segmentová lávka využívá opěry původně zbudované pro plánovaný most z Myslíkovy ulice (viz Jiráskův most).

## Další názvy
- Maltézský
- Hykyšův
- Funkovský
- Židovský